# زمین‌لرزه ۱۹۳۹ ارزنجان
زمین‌لرزه ارزنجان  در تاریخ ۲۶ دسامبر ۱۹۳۹ میلادی، برابر با ‎۴ دی ۱۳۱۸، ساعت ۲۳:۵۷:۲۲ به زمان یوتی‌سی در ترکیه ، منطقه ارزنجان رخ داد. ژرفای این زلزله ۳۵ کیلومتر بود. بزرگی آن ۷٫۷ در مقیاس Mw اعلام شده‌است. زمین‌لرزه به وقت محلی در روز چهارشنبه، ساعت ۱ روی داده و منطقه زمانی آن یوتی‌سی +۲ بوده‌است (با لحاظ تغییر ساعت تابستانی).
سازمان زمین‌شناسی آمریکا نیز جای این زمین‌لرزه را در مختصات ۳۹°۳۰′شمالی ۳۹°۳۰′شرقی / ۳۹٫۵°شمالی ۳۹٫۵°شرقی و بزرگی آنرا برابر با ۸ در مقیاس ریشتر اعلام کرده‌است. ژرفای گزارش شده از سوی این سازمان ۲۷ کیلومتر می‌باشد.
شمار کشتگان زلزله حدود ۳۲۹۶۸ نفر بوده‌است.تعداد زخمیان ۱۰۰۰۰۰ نفر برآورده شده‌است. گسل مسبب این زمین‌لرزه گسل شمال آناتولی بوده است.